# Estación de Adarzo
Adarzo es un apeadero ferroviario situado en la localidad de Peñacastillo del municipio español de Santander (Cantabria). Forma parte de la red de vía estrecha operada por Renfe Operadora a través de su división comercial Renfe Cercanías AM. Está integrada dentro del núcleo de Cercanías Cantabria al pertenecer a la línea C-2 (antigua F-1 de FEVE) que une Santander con Cabezón de la Sal.

## Situación ferroviaria
La estación se encuentra en el punto kilométrico 526,116 de la línea férrea de ancho métrico que une Ferrol con Bilbao, en su sección de Llanes a Santander, a 29 metros de altitud. El tramo es de vía doble y está electrificado.

## Historia
Fue abierta al tráfico el 2 de enero de 1895 con la puesta en servicio del tramo Santander-Cabezón de la Sal de una línea que pretendía alcanzar Llanes para desde ahí unirse con la red asturiana. Las obras corrieron a cargo de la Compañía del Ferrocarril Cantábrico. En 1972, el recinto pasó a depender de la empresa pública FEVE que mantuvo su gestión hasta el año 2013, momento en el cual la explotación fue atribuida a Renfe Operadora y las instalaciones a Adif.

## La estación
Posee un edificio de viajeros con dos alturas, actualmente sin uso ferroviario, y dos andenes laterales, los cuales están conectados mediante un paso a nivel peatonal. A las instalaciones puede accederse desde la margen norte de la línea desde la calle de Luis Quintanilla.

## Servicios ferroviarios

### Cercanías
Forma parte de la línea C-2 (Santander - Cabezón de la Sal) de Cercanías Cantabria. Tiene una frecuencia de trenes cercana a un tren cada treinta o sesenta minutos en función de la franja horaria. La cadencia disminuye durante los fines de semana y festivos.